# أساشوريو أكينوري
أساشوريو أكينوري (باليابانية: 朝青龍 明徳) والذي يعرف بشكل واسع باسم أساشوريو (27 سبتمبر، 1980) هو مصارع سومو سابق من مواليد أولان باتور، منغوليا واسمه الأصلي هو دولغورسورينغين داغفادوري (منغولية:Асашорюү Акинори). حمل أساشوريو لقب اليوكوزونا الثامن والستين، وكان أول مصارع يصل إلى ذلك اللقب أصله من منغوليا في عام 2003. فاز أساشوريو ببطولة السومو (هونباشو) ل25 مرة. انتقد أساشوريو لعدة مرات من قبل الإعلام واتحاد السومو الياباني لعدم التزامة بسلوكيات اللقب الذي يحمله وكان أول يوكوزونا يتم إيقافه عن المبارزة في أغسطس 2007 على إثر قيامه بلعب مباراة لكرة القدم في موطنه الأم على الرغم من إدعاء إصابته وخلوده للراحة. بعد رحلة طويلة كمصارع محترف للسومو تقاعد أساشوريو في فبراير 2010 على فضيحة بسبب شجار وقع فيه مع أحد الرجال في نادي ليلي طوكيو.

## روابط خارجية
- أساشوريو أكينوري على موقع الاتحاد الياباني للسومو (الإنجليزية)